# Угрюмова Вікторія Іларіонівна
Вікторія Іларіонівна Угрюмова (нар. 4 січня 1967; Київ, Українська РСР) — українська письменниця, сценаристка, колумністка та культурологиня, дослідниця історії Києва.

## Життєпис та творчість
Вікторія Угрюмова народилася 4 січня 1967 року в Києві у родині архітекторів. Батько – Іларіон Леонтійович Угрюмов (1932-1980), мати Ольга Валентинівна Угрюмова (до шлюбу Бутович) (1936-2018). 
В. Угрюмова вчилася у 77 школі м. Києва (тепер – Кловський ліцей №77), та здобула вищу гуманітарну освіту в Києві.
З 1985 по 1991 роки працювала у відділі кадрів Київського державного інституту культури, обіймаючи різні посади; з 1991 по 1995 була керівницею екологічної групи. Професійно літературною діяльністю зайнялася у 1998 році. 
Дебютний роман «Ім'я богині» — перша книга тетралогії «Кахатанна» (авторська назва «Дорога Каетана») був опублікований у видавництві «Азбука» у Санкт-Петербурзі в 1998 році та здобув Срібного Кадуцея на Харківському міжнародному фестивалі фантастики «Зоряний міст» (ХМФФ «Зоряний міст») у номінації «Кращий дебют». Тетралогія стала культовою та витримала три перевидання. 
У тому ж 1998 році літературна сторінка газети «Киевские ведомости» (під редакцією українського поета Володимира Жовнорука) друкує перше оповідання Угрюмової «Африка». З наступного року в цій же газеті щотижня публікуються її оповідання та есеї, багато з яких стають культовими в середовищі любителів і знавців історії Києва. Оповідання «Путівник для гнома», що став початком своєрідної тетралогії («Путівник …», «Балада про парасольку в клітинку», «Будинок там, де ти», «Така собі епітафія») отримують широке читацьке визнання. А оповідання «Нотатки пінгвіна» користується такою популярністю, що рекомендоване для дитячого читання фахівцями журналу «Педагогіка і психологія».
У 2000 році Угрюмова в співавторстві з чоловіком Олегом написала перший їх спільний роман «Дракон Третього Рейху», а у 2001 році – продовження «Змії, дракони та родичі». Цей веселий, трохи абсурдний твір, який критика визначила як взірець людяності та освіжаючої політкоректності, один з кращих – цитата: «з часів «Швейка» - здобув великого читацького успіху. Він присвячений шаленим та карколомним пригодам екіпажу німецького експериментального танку, що потрапив у казкове королівство через чаклування тамтешнього придворного мага, у якого король затребував дракона для захисту від власної тітки, що вперто бажає одружити його з обраною нею нареченою. Таким же чином, тільки волею іншого чаклуна, потрапляють у цей фентезійний світ радянські партизани. Історія про те, що людські цінності вищі за будь-яку ідеологію, добрий гумор та тонкі жарти, багато з яких пішли «у народ», та шалений постмодернізм відрізняють цю серію від схожих за фабулою. Третя книга серії – «На коняці блідій» - ще не вийшла у друк.
На початку 2000 Вікторія Угрюмова багато співпрацює з різними газетами та журналами. У газеті «Вечірні вісті» по неділях виходить газетний роман «Чоловіки її мрії», що згодом був виданий у видавництві «Азбука» окремою книжкою у детективній серії «Детектив на шпильках».
У 2005 році побачив світ перший роман з одного найпопулярніших фентезійних циклів Угрюмових –  «Некромерон». Це історія нащадка славетного роду некромантів королівськох крові, що виріс за тридесять земель від батьківського замку та був вихований суворою матусею як людина, що не вірить у байки, що розповідають про його пращурів. Приїхавши до маєтку Касарії, де ніколи не був, юний герцог з подивом знайшов там все, що досі вважав вигадками та брехнею – големів, вампірів, привидів та навіть мумію власного прапрадідуся. На нього чекають не тільки химерні піддані, але й війна з кузеном-королем за повної відсутності не тільки воєнного досвіду, та й армії як такої. Але у замок вже прибув молодий мінотавр, що призначив себе касарійським генералом.
Як написав про цю книжку один з критиків, важко визначити її жанр – це не пародія, і не героїчне фентезі, не тільки гумор і не тільки пригоди. Давайте назвемо це просто – хорошою літературою, зазначив критик. І критики, і читачі високо оцінили обидві книжки серії (Некромерон та Пандемоніум), що вийшли у видавництві «Азбука», відмічаючи теплий та яскравий гумор, «наче живі» постаті усіх персонажів – від головних до тих, про кого згадано лише у кількох реченнях, багатий словниковий запас та «перегорнуту з ніг на голову» фабулу: добрими героями цієї книжки є некроманти, мінотаври, зомбі, скелети та інші чудовиська, що демонструють дива героїзму, та створюють навколо себе світ, повний щастя та краси. Роман майже одразу вийшов у новому «покетному» виданні, а невдовзі був перекладений на польську мову перекладачем Евгениушем Дембськи та виданий у видавництві "Фабрика слів". У 2020 році у видавництві «Скай Хорс» виходить з другу тритомник «Некромерон», «Пандемоніум» та «Всі вовки Канорри» у авторській редакції. На кінець року планується видання четвертої книжки серії – «Аквамерон».
Також вона є авторкою сценарію художнього двосерійного фільму «Джокер» (премія за найкращу чоловічу роль на фестивалі «Кінотавр»), авторка сценарію 50-серійного серіалу «Диявол із Орлі. Ангел з Орлі». Не став серіалом, але був белетризований сценарій детективу «Скляний ключ».
З 2005 року Вікторія Угрюмова вела колонку в газеті «Грані +». У період з 2007 по 2010 роки Вікторія була шеф-редактором медичного видавничого дому «Професор Преображенський», до складу якого входили наступні видання: журнали «Фармбізнес», «Лікар», Муза Фармакопея", «Світ косметології», «Ескулап-Дентист», а також газета «СТОлична аптека», журнал «Рецепт» тощо.
З 2016 року Угрюмова почала співпрацю з київським видавництвом "Скай Хорс", переважна більшість книжок якого присвячена історії Києва. Вона стала постійним автором у багато численних проектах, а також постійним літературним редактором. До найцікавіших проєктів цих років можна віднести роботу над  своєрідним путівником «Незвичайний Київ», де докладно описано більш ніж 850 дивних та маловідомих куточків столиці; проектом «Чорнобильська Зона очима сталкера» - це довідник-путівник сталкера, прокоментований вченими, що працюють в Чорнобильській Зоні та історичними коментарями та міні-нарисами (за авторством Вікторії). Також Вікторія Угрюмова написала текстову частину книжки-каталогу «Поштові марки СРСР», в якій у форматі альбому для марок представлено усі марки, що випускались в СРСР за роки його існування, та розміщено історію країни по п’ятирічкам, яка є і окремою роботою, і своєрідним поясненням до зображень на марках. До того ж, Вікторія написала велику розгорнуту статтю-передмову, присвячену історії філателії. Одним з найяскравіших проектів можна визнати роботу над книжкою "Innovation in Isolation" у співавторстві з Володимиром Невзоровим. Ця робота присвячена історії українських ЕОМ.
У 2018-2019 роках Угрюмова працювала над книжками з серії «Awesome heritage» - та виступила головним автором  у проектах "Interesting Kyiv", "Interesting Ukraine", "Цікава Румунія" (рос. та англійською мовами), "Interesting Milan",  "Interesting Chernobyl", а також в інших проектах  видавництва "Скай Хорс".
На сьогоднішній день Вікторія Угрюмова є визнаною знавчинею історії Києва, якій присвячено кілька десятків її статей та есеїв. Цій же темі присвячена головна робота авторки за 2016-2020 роки, «Буквографія Києва. 1880-1980», для якої вона створила спеціальний формат. Останні роки Вікторія Угрюмова займається також проєктом, присвяченим розвідкам з сімейної історії, а також створенню такої. Працює над книгою, яка розкриває тему роботи з сімейним архівом та надає поради, як почати створювати власний архів, власну сімейну історію «з нуля».